# Карл, Катарина
Катарина Августа (Кэтрин Огаста) Карл (англ. Katharine Augusta Carl; 1865—1938) — американская художница, которая провела в Китае 9 месяцев в 1903 году и нарисовала портрет императрицы Цыси для Всемирной выставки в 1904 году.
После возвращения в Америку она опубликовала книгу про свою жизнь в Китае и общение с императрицей Цыси под названием «С вдовствующей императрицей» (англ. With the Empress Dowager). Она родилась в Новом Орлеане в штате Луизиана (США) в 1865 году, а умерла в Нью-Йорке (США) в 1938 году.

## Поездки в Китай
Катарина Карл была командирована в Китай летом 1903 года для того, чтобы нарисовать портрет императрицы Цыси для Всемирной выставки, которая проходила в 1904 году. Она провела там в общей сложности 9 месяцев и нарисовала 4 портрета вдовствующей императрицы. В поздних своих записях, которые были опубликованы в книге, вышедшей в 1906 году, она вспоминала, как была единственной иностранкой при китайском императорском дворе в последние дни её пребывания.
У Катарины был брат Френсис (Francis A. Carl), который работал на сэра Роберта Харта в Императорской морской таможенной службе. Она, по всей видимости, бывала в доме Харта, потому что была описана им как очень ветреная, словно торнадо. Позднее она посвятила свою книгу Харту. Во время пребывания в Пекине Катарина Карл подружилась с Сарой Пайк Конгер — женой американского посла Эдвина Харда Конгера (Edwin Hurd Conger). Карл описывала попытки миссис Конгер навязать западный образ жизни вдовствующей императрице всякий раз, когда та была предоставлена сама себе. Карл находилась под впечатлением от императрицы Цыси, и это чувство было взаимным. Вдовствующая императрица наградила Карл орденом Двойного дракона 3-й степени и 15 000 гиней в знак признания её работы.

## С вдовствующей императрицей
Катарина Карл в своих записях рассказала о времени пребывания её в Китае и дала оценку личности вдовствующей императрице Цыси. В начале своей книги Катарина говорит, что она написала эту книгу, потому что после того, как она вернулась в Америку, она постоянно видела в газетах заявления, приписываемые ей, которых она никогда не делала. Эти заявления обычно выставляли вдовствующую императрицу в неприглядном свете и портили её репутацию, и Катарина Карл почувствовала необходимость защитить Цыси, написав опровержения в своей книге, дабы рассеять неверное представление о вдовствующей императрице.
В своей книге Катарина Карл описывает вдовствующую императрицу Цыси как добрую и заботливую женщину в её положении. Вдовствующая Цыси обладала проницательный умом, прямой осанкой, шармом, грациозностью движений, что делало её «необычайно привлекательной личностью». Она любила собак и имела конуры в Летнем дворце, за которыми следили евнухи, где у неё было несколько великолепных пекинских мопсов и скай-терьеров. Цыси не любила кошек, и некоторых евнухов, у которых они были, она заставила держать их в строгих границах и ни при каких условиях не допускать их в поле зрения Её Величества. Вдовствующая Цыси очень любила цветы: залы и дворы украшались срезанными цветами.
Катарина Карл описывала Цыси как благодарную личность, вот что она говорила о её свите:

Среди них есть китайская женщина, которая кормила грудным молоком Её Величество, когда та долго болела, с того момента прошло примерно уже 25 лет, и таким образом спасла ей жизнь, отдавая своё материнское молоко. Её Величество, которая никогда не забывает о проявленной заботе, навсегда поселила эту женщину в своём дворце. Будучи китаянкой, у неё были забинтованы ноги. Её Величество дала образование её сыну, который был младенцем в тот период, когда Цыси тяжело болела и чьё природное питание она вкушала. Этот человек уже стал секретарём в хорошем ямене (правительственная служба).
Карл описывала Цыси как любительницу поплавать на лодках по озеру в Летнем дворце, погулять по садам дворца (фактически, императорская семья совершала поездку сидя на стульях-носилках, которую обеспечивали таким образом евнухи в большинстве прогулках), послушать и посмотреть представления китайской оперы в Оперном доме Летнего дворца. Вдовствующая Цыси курила китайские водные трубки, а также европейские сигареты через мундштук. В возрасте 69 лет вдовствующая Цыси пребывала в достаточно хорошей физической форме, совершая поход из Оперного дома Летнего дворца к Катарине Карл, вдовствующая Цыси «делала подъём и сложные шаги с той же лёгкостью и непринуждением, что и я, но у меня была удобная европейская обувь, в то время как она носила шестидюймовую маньчжурскую платформу, которая находилась на середине её стопы и, наверное, это то же самое, что ходить на ходулях».
Опыт общения Катарины с вдовствующей императрицей в дальнейшем был детализирован Мюриэл Джернинган в книге «Запретный город». Джернинган прожила в Пекине вплоть до Синьхайской революции.